# Per Hallberg (Tontechniker)
Per Göran Allan Hallberg (* 30. Dezember 1958 in Borgholm) ist ein schwedischer Tontechniker, der seit 1984 für die US-Filmindustrie bei der Firma Soundelux in Hollywood arbeitet. Für seine Mitarbeit an den Filmen Braveheart (1995), Das Bourne Ultimatum (2007) und James Bond 007: Skyfall (2012) wurde er im Bereich Tonschnitt mit dem Oscar ausgezeichnet. Für Im Körper des Feindes (1997) war er nominiert. Bisher drei Mal konnte er den British Academy Film Award in der Kategorie Bester Ton gewinnen.

## Filmografie (Auswahl)
- 1995: Braveheart
- 1997: Im Körper des Feindes (Face/Off)
- 1997: Im Auftrag des Teufels (The Devil’s Advocate)
- 1998: Godzilla
- 2000: Der Patriot (The Patriot)
- 2000: Gladiator
- 2001: Hannibal
- 2001: Black Hawk Down
- 2003: Paycheck – Die Abrechnung (Paycheck)
- 2004: Ray
- 2004: The Day After Tomorrow
- 2005: Königreich der Himmel (Kingdom of Heaven)
- 2007: Das Bourne Ultimatum (The Bourne Ultimatum)
- 2007: American Gangster
- 2009: G.I. Joe – Geheimauftrag Cobra (G.I. Joe: The Rise of Cobra)
- 2011: Green Lantern
- 2012: Red Dawn
- 2012: James Bond 007: Skyfall (Skyfall)